# Van Spaen

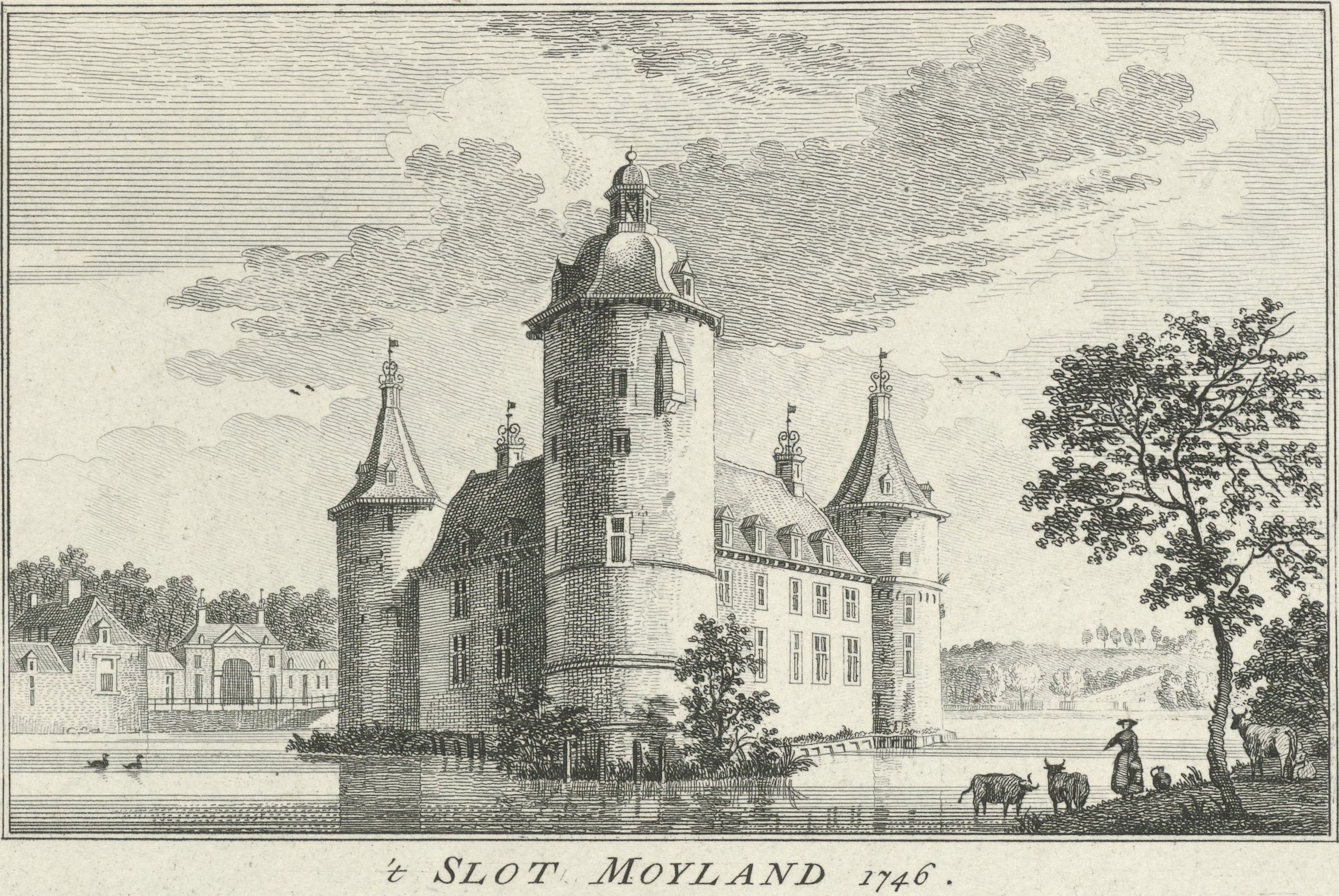
Slot Moyland (1746)

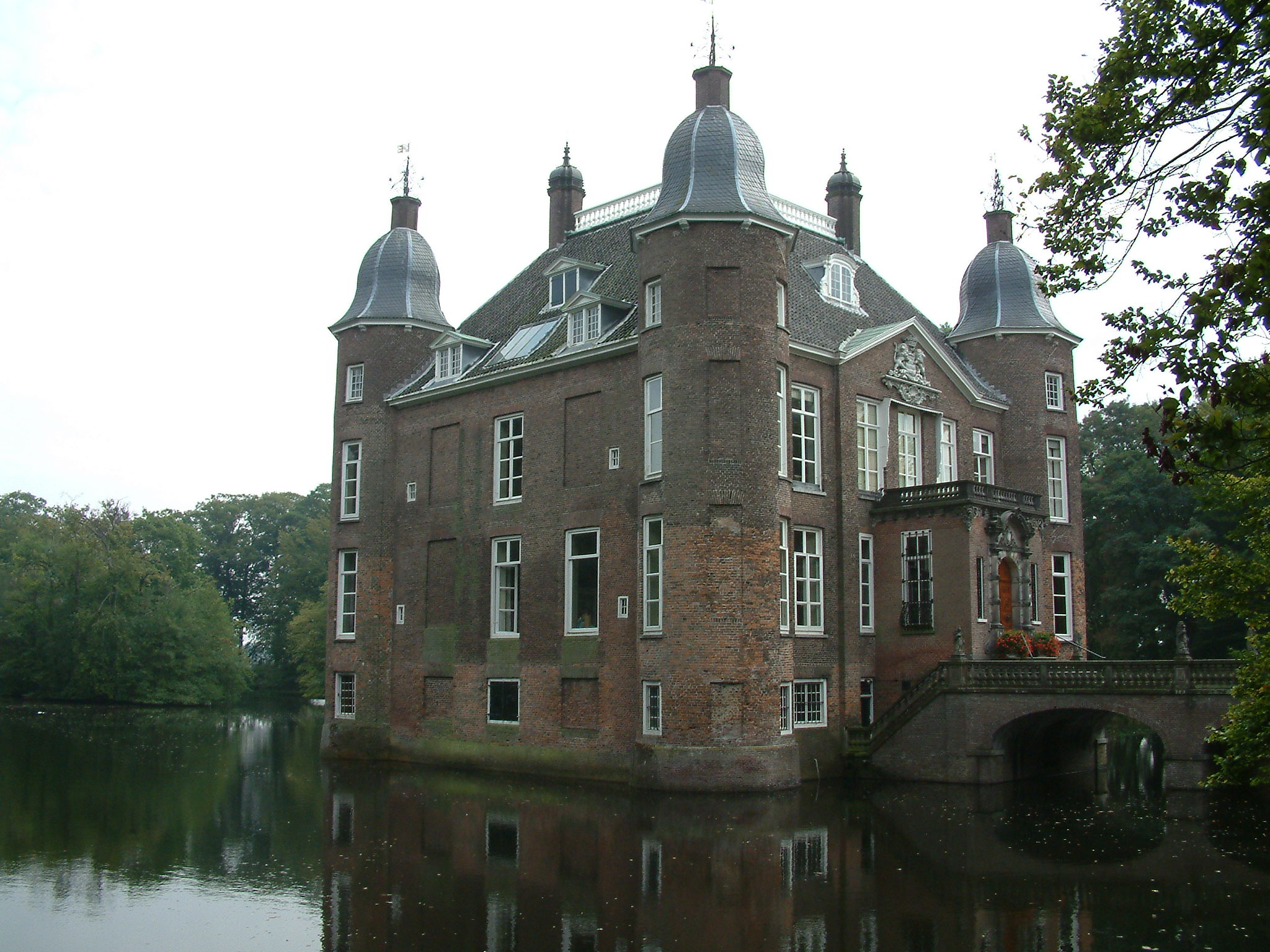
Kasteel Biljoen

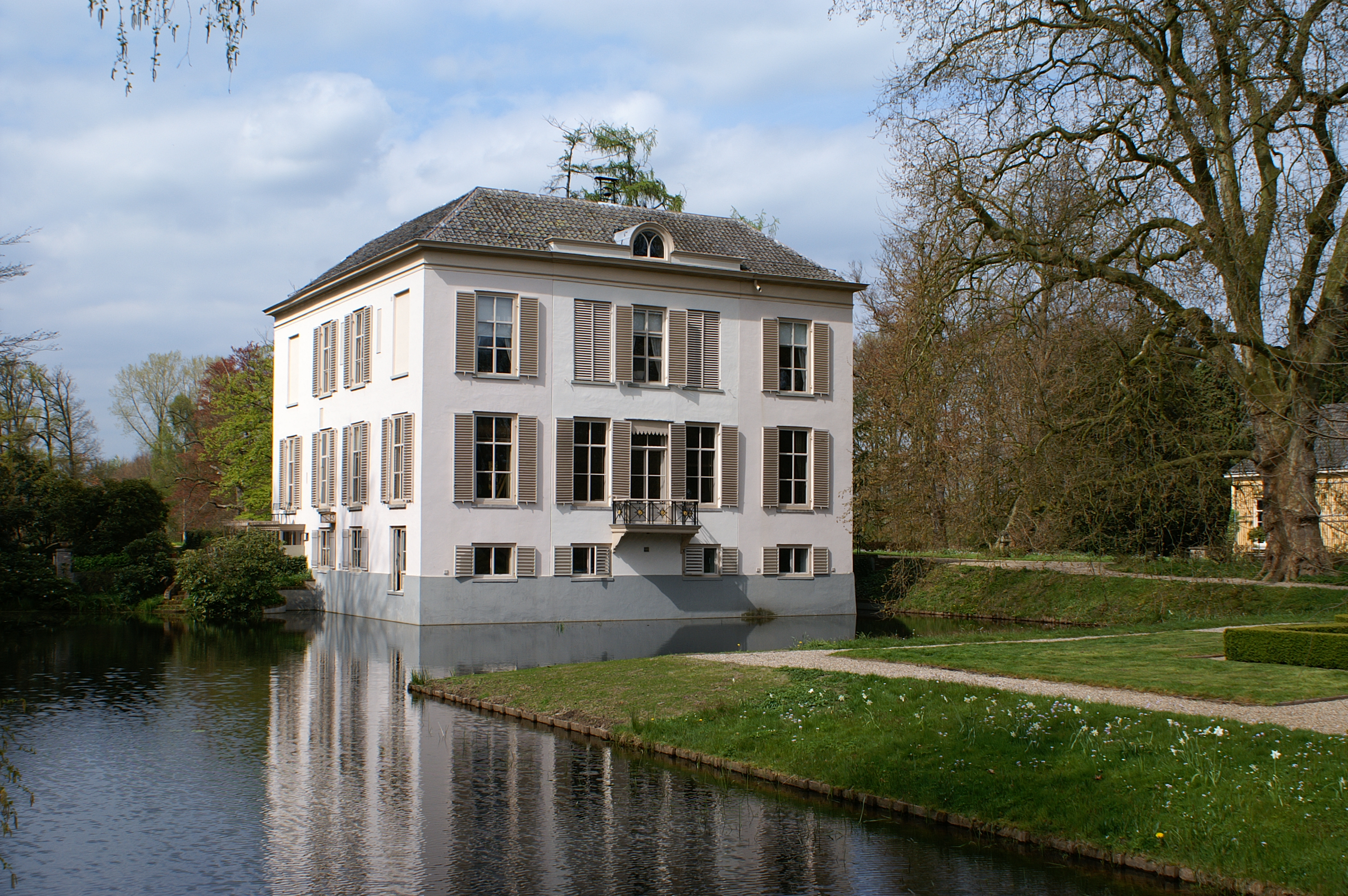
Huis Voorstonden

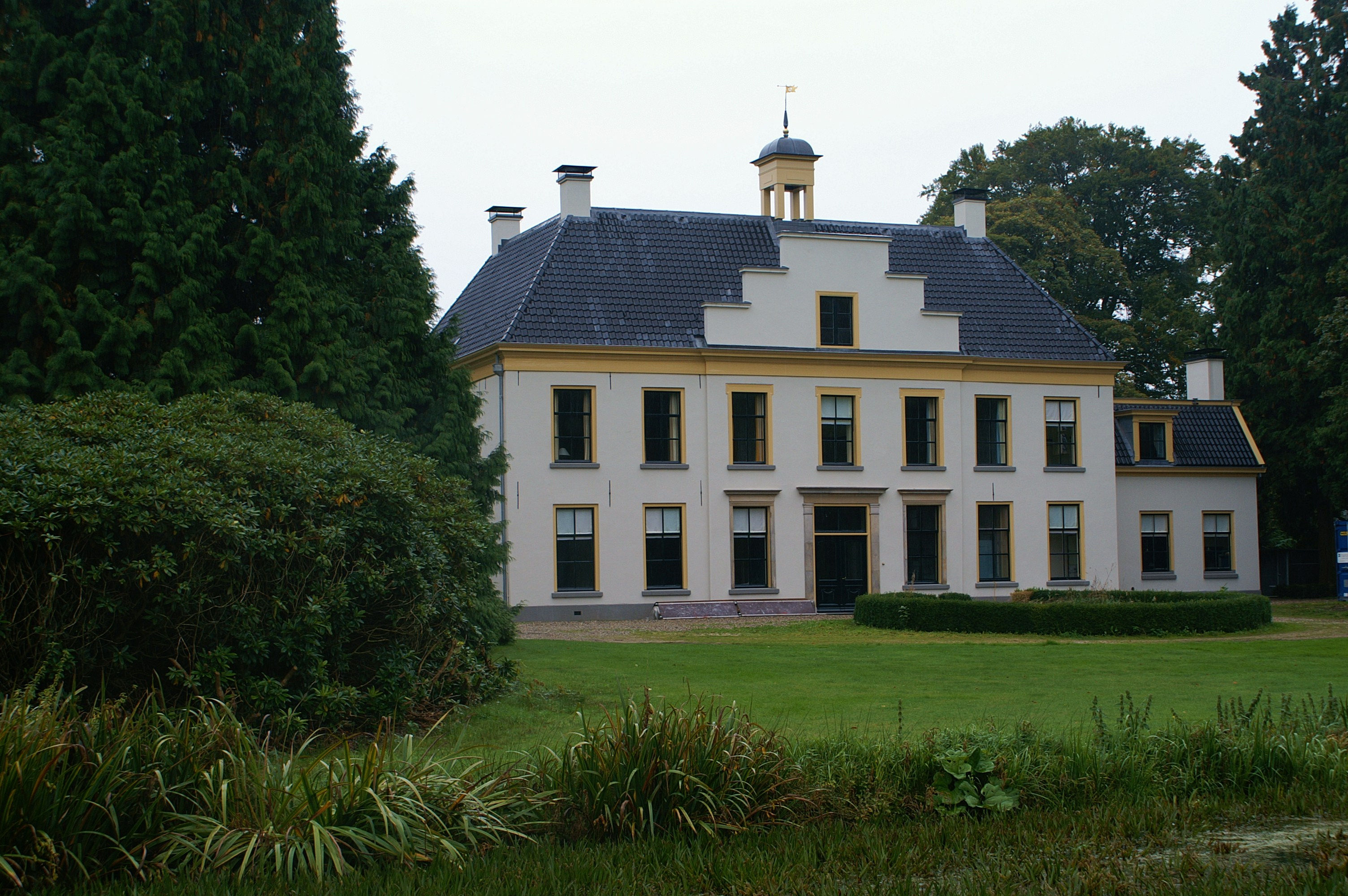
Landgoed Schouwenburg

Van Spaen (ook: Van Spaen la Lecq, Van Spaen tot Biljoen en Van Spaen van Schouwenburg) was een geslacht waarvan leden sinds 1814 tot de adel van het Verenigd Koninkrijk der Nederlanden behoren en dat in 1888 uitstierf.

## Geschiedenis
De stamreeks begint met Pelgrim Spaen die vermeld wordt als bezitter van een thijnsgoed gelegen onder Didam, dat zijn zoon Hendik in 1405 verkocht. Bij diploma van 25 Mei 1661 van keizer Leopold I werd Alexander van Spaen, heer van Ringenberg, Moyland, Till enz. (1619-1692) verheven tot des H.R.Rijksvrijheer. Bij Souverein Besluit van 28 augustus 1814 werden enkele leden van het geslacht benoemd in de ridderschap van Gelderland en enkele weken later werd voor de leden van het geslacht de titel van baron gehomologeerd. In 1888 stierf het geslacht uit.
Leden van het geslacht waren lang eigenaar van verschillende heerlijkheden en kastelen, bijvoorbeeld van 1661 tot 1853 van kasteel Biljoen.

## Enkele telgen
Alexander des H.R.Rijksvrijheer van Spaen, heer van Cruisfoort, Ringenberg, Moyland, Till (1619-1692), militair en diplomaat; trouwde in 1654 met Hendrina van Arnhem, vrouwe van Nederhagen en Hulshorst (1625-1671), bewoners van kasteel Moyland
- Friedrich Wilhelm des H.R.Rijksvrijheer van Spaen, heer van Cruisfoort, Moyland, Till, Biljoen, Rosande, Hulshorst, Over- en Nederhagen, en Kemmen (1667-1735), landdrost van Kleef, koopt in 1696 kasteel Biljoen om het te gaan bewonen, in de Ridderschap van Veluwe
  - Alexander Diederik des H.R.Rijksvrijheer van Spaen, heer van Rosande, Biljoen, Hulshorst, Over- en Nederhagen, Ringenberg en Haminkeln (1710-1764), in de Ridderschap van Veluwe, burgemeester van Wageningen
    - Johan Frederik Willem baron van Spaen, heer van Ringenberg, Haminkeln, Rosande, Biljoen, Werfhorst en Over- en Nederhagen (1746-1827), lid van de Raad van State, burgemeester van Arnhem, lid Wetgevend Lichaam, lid Tweede en Eerste Kamer der Staten-Generaal
      - Gijsberta Maria Carolina barones van Spaen, vrouwe van Rosande (1774-1846); trouwde in 1800 met Adolf Hendrik des H.R.Rijksgraaf van Rechteren, heer van Collendoorn (1738-1805), luitenant-generaal der cavalerie
      - Alexander Jacob baron van Spaen, heer van Ringenberg, Haminkeln, Biljoen, Werfhorst, Over- en Nederhagen (1776-1848), officier
      - Justine barones van Spaen, vrouwe van Biljoen, Over- en Nederhagen (1780-1853); trouwde in 1803 met Govert Johan Adolph baron van Hardenbroek (1780-1830), lid Gedeputeerde Staten van Gelderland, kamerheer i.b.d., telg uit het geslacht Van Hardenbroek waarna Biljoen overgaat naar hun zoon

    - Adolf Peter Carel des H.R.Rijksvrijheer van Spaen, heer van Hulshorst en Schouwenburg (1749-1793), ambtsjonker van Ermelo, commandant van Arnhem
      - Frederik Adolf baron van Spaen, heer van Hulshorst en Schouwenburg (1781-1837), burgemeester van Oldebroek, lid Provinciale Staten van Gelderland, kamerheer honorair
        - Louise Adolphine Marie Sophia barones van Spaen van Schouwenburg[1] (1805-1888), laatste telg van het geslacht; trouwde in 1849 met mr. Henricus Boonzaaijer van Jeveren (1787-1876), burgemeester
        - Johan Frederik Wilhelm Alexander baron van Spaen van Schouwenburg, heer van Rosande (1827-1885), commandeur Duitse Orde

    - Gerrit Carel baron van Spaen, heer van Voorstonden (1756-1841), burgemeester van Hattem, ambassadeur
      - Alexander Diederik baron van Spaen, heer van Voorstonden (1779-1834)

    - Charlotta Fransina Diederica Beata barones van Spaen (1763-1835); trouwde in 1794 met jhr. Jan Hendrik van Lynden, heer van Lunenburg (1765-1854), landdrost van Utrecht, lid van het Wetgevend Lichaam te Parijs, lid van Provinciale Staten van Utrecht, lid van de Raad van State en van de Eerste Kamer der Staten-Generaal, telg uit het geslacht Van Lynden
- Alexander Bernhard des H.R.Rijksvrijheer van Spaen, heer van Ringenberg en Haminkeln (1669-1745), commandant van Wintersheim, drost van Goch en Gennep, Pruisisch generaal-majoor
  - Alexander Sweder des H.R.Rijksvrijheer van Spaen, heer van Ringenberg, Haminkeln en Hardenstein (1703-1768), generaal-majoor; trouwde in 1749 met Elisabeth Agnes Jacoba des H.R.Rijksgravin van Nassau la Lecq (1724-1798), telg uit het geslacht Van Nassau la Lecq
    - Willem Anne baron van Spaen la Lecq, heer van Hardenstein (1750-1817), burgemeester van Elburg, schout van Hattem, publicist, genealoog en de eerste voorzitter van de Hoge Raad van Adel, lid van de Eerste Kamer
      - Alexander Willem Jacob des H.R.Rijksvrijheer van Spaen (1775-1811), luitenant-kolonel cavalerie, kamerheer van de koning van Holland en van keizer Napoleon I
        - Anna Wilhelmina barones van Spaen (1801-1836); trouwde in 1823 met mr. Frederik August Alexander Carel baron van Lynden van Sandenburg, heer van Sandenburg (1801-1855), lid Dubbele Kamer der Staten-Generaal, vicepresident van het Gerechtshof te Utrecht, kamerheer i.b.d., telg uit het geslacht Van Lynden

      - Anna Henriëtta Wilhelmina Adelheid barones van Spaen la Lecq (1779-1853); trouwde in 1800 met Pierre Guillaume Louis baron Quarles de Quarles, heer van Tedingsweerd (1758-1826), raad, schepen en burgemeester van Tiel, telg uit het geslacht Quarles